# Horst Caspar
Horst Caspar (Radegast, 1913. január 20. – Berlin, 1952. december 27.) német színész, színházi színész és filmszínész.

## Élete
Az 1930-as és 1940-es évek ünnepelt színésze volt, a Burgtheater társulatába is bekerült. Egyik nagyapja zsidó volt, így hátrányosan érhették volna a faji törvények, de a propagandaminiszter, Joseph Goebbels felkarolta, azon kevés zsidó színművész egyike lett, akik folytathatták munkájukat.
Felesége Antje Weisgerber (1922–2004) színésznő volt. Betegségben hunyt el.